# JeanJass
JeanJass, artiestennaam van Jassim Jean Ramdani, is een Belgische rapper uit Charleroi. Hij vormt een duo met Caballero.
In 2014 bracht hij zijn debuut-EP Goldman uit. Het album werd in 2015 genomineerd in de categorie "musique urbaine" op de Octaves de la musique.
JeanJass speelde in 2015 op het Dour Festival.

## Discografie
- 2014 Jean XVI
- 2014 Goldman
- 2014 Pont De La Rein (w/ Caballero & Le Seize)
- 2016 Double Hélice (w/ Caballero)
- 2017 Double Hélice 2 (w/ Caballero)
- 2018 Double Hélice 3 (w/ Caballero)
- 2019 Challenge (w/ Caballero)
- 2020 High & Fines Herbs (w/ Caballero)
- 2021 Hat Trick (vormt éénzelfde release met het Caballero album 'OSO')